# Airbag/How Am I Driving?
Airbag/How Am I Driving? ist die fünfte EP der englischen Band Radiohead.
Sie erschien im April 1998 hauptsächlich in Nord-Amerika. Es handelt sich um einen Zusammenschnitt der meisten Songs, welche schon im vorherigen Jahr auf den B sides des Albums OK Computer veröffentlicht wurden.

## Trackliste
1. Airbag – 4:46
2. Pearly – 3:33
3. Meeting in the Aisle – 3:09
4. A Reminder – 3:51
5. Polyethylene [Parts 1 & 2] – 4:22
6. Melatonin – 2:09
7. Palo Alto – 3:43

## Entstehung
Der Inhalt von Airbag/How Am I Driving? unterscheidet sich gering von der EP No Surprises/Running from Demons, welche wenige Monate früher in Japan veröffentlicht wurde.
Der auf OK Computer verwendete Übergang von Airbag auf Paranoid Android wurde auf der EP herausgeschnitten.
Meeting in the Aisle ist ein Instrumentalstück, bei welchem die Programmierung von Zero 7 übernommen wurde.
Das Eröffnungs-Sample in A Reminder ist eine Tonaufnahme der in der Prager Metro befindlichen Durchsageanlage: Finish getting on and getting off; the doors are closing. The next station will be Jiřího z Poděbrad.
Eine ältere Version von Palo Alto wurde OK Computer genannt.

## Veröffentlichung und Rezeption
Airbag/How Am I Driving? debütierte in den Billboard 200 auf Rang 56, mit 20.000 verkauften Tonträgern in der ersten Woche. Die EP wurde 1999 für die Grammy Award for Best Alternative Music Performance nominiert.
Von der EP wurde 2007 in den Niederlanden und im Vereinigten Königreich Großbritannien und Nordirland eine Neuauflage erstellt. 2009 wurde das Album von EMI im ITunes Store veröffentlicht.
Meeting in the Aisle wurde zum ersten Mal auf der Tournee zu The King of Limbs im Jahr 2012 gespielt.